# Sebastian Pflugbeil
Sebastian Pflugbeil, né le 14 septembre 1947 à Bergen en Rügen (Mecklembourg-Poméranie-Occidentale) est un homme politique est-allemand. Il est brièvement ministre sans portefeuille en 1990.

## Sources
- (de) Cet article est partiellement ou en totalité issu de l’article de Wikipédia en allemand intitulé « Klaus Schlüter » (voir la liste des auteurs).